# Đài Phát thanh – Truyền hình và Báo Bình Phước
Đài Phát thanh – Truyền hình và Báo Bình Phước là cơ quan truyền thông báo chí trực thuộc Ủy ban nhân dân tỉnh Bình Phước. Đài được thành lập năm 1997. Đến nay, Đài Phát thanh – Truyền hình và Báo Bình Phước trở thành cơ quan báo chí hoạt động trên bốn loại hình: Báo in, báo hình, báo nói và báo điện tử. Nhạc hiệu của đài là bài Mỗi bước Ta đi của nhạc sĩ Thuận Yến, được sử dụng từ những năm 80 đến bây giờ, khi đài vẫn còn cái tên Đài Truyền hình Sông Bé. Đài Phát thanh – Truyền hình và Báo Bình Phước chính thức ngừng hoạt động từ 1/7/2025 theo đề án sắp xép đơn vị hành chính cấp tỉnh, tỉnh Bình Phước & Đồng Nai hợp nhất thành tỉnh Đồng Nai mới.

## Hoạt động
Đài Phát thanh – Truyền hình và Báo Bình Phước được tách ra từ Đài Phát thanh - Truyền hình Sông Bé trên sóng AM tần số 970 KHz. Đài đã chính thức phát đi tiếng nói và hình ảnh đầu tiên vào ngày tái lập tỉnh Bình Phước.
Đài đã đầu tư hệ thống dàn dựng phát thanh, truyền hình phi tuyến nối mạng; máy phát điện dự phòng 550 kVA, cải tạo máy phát hình 10 kW do Đài Truyền hình Thành phố Hồ Chí Minh tặng, đưa vào hoạt động phát chương trình địa phương trên kênh 6/VHF tại Đồng Xoài; hoàn thành và đưa vào sử dụng tháp ăngten cao 118 m do Đài Phát thanh - Truyền hình Bình Dương tặng; đầu tư, đưa vào hoạt động máy phát thanh 10 kW, máy phát hình 10 kW kênh 25 UHF. Trung tâm Phát thanh - Truyền hình Bà Rá trở thành trung tâm phát thanh - truyền hình quốc gia.
Đài Phát thanh - Truyền hình Bình Phước vẫn là đơn vị duy nhất trong khu vực Đông Nam Bộ có 2 chương trình phát thanh, truyền hình tiếng dân tộc: Chương trình tiếng dân tộc Stiêng và chương trình tiếng dân tộc Khmer.
Ngày 28/10/2019, Đài PT-TH Bình Phước hợp nhất với Báo Bình Phước trở thành Đài Phát thanh - Truyền hình & Báo Bình Phước với 1 kênh phát thanh, 2 kênh truyền hình và 1 tờ báo phát hành 5 kỳ/tuần và 2 kỳ báo tiếng dân tộc/tháng.
Hiện nay, Đài Phát thanh - Truyền hình & Báo Bình Phước có 1 kênh phát thanh, 2 kênh truyền hình và 1 tờ báo phát hành 5 kỳ/tuần và 2 kỳ báo tiếng dân tộc/tháng.

## Lãnh đạo
- Giám đốc - Tổng Biên tập: Nguyễn Thị Minh Nhâm
- Phó Giám đốc - Phó Tổng Biên tập: Phan Văn Thảo, Cao Minh Trực

## Các Kênh Phát thanh - Truyền hình

### Các kênh hiện nay
| Kênh        | Nội dung | Ghi chú | Thời lượng |
| ----------- | --- | --- | ---------- |
| BPTV1       | Kênh Thời sự - Chính trị - Tổng hợp. Từ ngày 09/09/2019, BPTV1 phát sóng truyền hình độ phân giải cao HD. | | 19/7       |
| BPTV2       | Kênh Thông tin - Khoa giáo - Giải trí - Tổng hợp. Sau ngày 1 tháng 7 năm 2021: kênh HomeTV ngừng phát sóng trên BPTV2, và Công ty cổ phần truyền thông Sao Thế giới ngừng hợp tác để trả về cho Đài PT-TH và Báo Bình Phước. | | 19/7       |
| FM 89.4 MHz | Kênh Phát thanh Bình Phước. | Phát sóng công lập vào ngày 1 tháng 1 năm 1997 từ 5h00 - 24h00 hằng ngày trên sóng FM 89,4 MHz tại Bình Phước và một số khu vực thành vùng Đông Nam Bộ. | 19/7       |

#### BPTV1: KênhThời sự-Chính trị- Tổng hợp
Kênh BPTV1 được lên sóng vào ngày 1/1/1997, với tên gọi ban đầu là BPTV25, trên cơ sở sự kế thừa của Đài PT-TH Sông Bé trước đây.
Ngày 1/1/1997, kênh BPTV25 phát sóng trên bảng tần số kênh 25 UHF.
Từ ngày 1/1/2009, kênh được đổi tên thành BPTV1.
Từ ngày 15/12/2013, kênh được phát sóng trên hệ thống của VTVcab.
Từ 0h00 ngày 1/1/2014, kênh tạm ngừng phát sóng trên hệ thống của HCATV.
Từ ngày 31/12/2017, kênh chính thức ngừng phát sóng truyền hình tương tự mặt đất analog. Thay vào đó, kênh chỉ được phát sóng truyền hình số mặt đất (DVB-T2).
Từ ngày 9/9/2019, kênh chính thức phát sóng theo định dạng HD.
Từ ngày 08/05/2024, kênh được phát sóng trên hệ thống của K+.
Từ ngày 1/7/2025, kênh BPTV1 cùng với BPTV2 chính thức ngừng phát sóng theo đề án sắp xếp đơn vị hành chính, trong đó, tỉnh Đồng Nai & Bình Phước hợp nhất thành tỉnh Đồng Nai mới.
Thời lượng phát sóng trên BPTV1:
- 1/1/1997 - 31/12/1997: 7h00 - 10h00, 17h00 - 24h00 hàng ngày.
- 1/1/1998 - 29/4/2002: 05h00 - 10h00, 17h00 - 24h00 hàng ngày.
- 30/4/2002 - 31/7/2008: 05h00 - 12h00, 17h00 - 24h00 hàng ngày.
- 1/8/2008 - 23/11/2024 và 25/11/2024 - 30/6/2025: 5h00 - 24h00 hàng ngày (riêng Giải vô địch bóng đá thế giới 2018 và 2022, UEFA Euro 2016, 2020 và 2024 thì kênh phát sóng từ 5h00 - 3h00 hoặc 4h00 sáng ngày hôm sau).
- 24/11/2024: 3h00 - 24h00 (để phát sóng sự kiện đặc biệt giải Bình Phước marathon - Trường Tươi Group lần thứ 2 năm 2024).

Hạ tầng phát sóng:
- VTVCab: Kênh 308
- AVG: Kênh 45
- SCTV: Kênh 98
- SCTV: cáp Analog tại Bình Phước
- HTVC: Kênh 122 / Kênh 100
- MyTV - VNPT: Kênh 931
- Viettel TV: Kênh 209
- FPT Play: Kênh 123
- VTC: Kênh 100
- SDTV: Kênh 33 UHF tần số 570 MHz
- Truyền hình OTT: VieON, HTVC, Clip TV, VTVCab ON, HTVC TVoD, BPTV Go, NET Hub
- Truyền hình Vinasat-1 và Vinasat-2

#### BPTV2: KênhThông tin- Khoa giáo -Giải trí- Tổng hợp
BPTV2 là kênh truyền hình chuyên biệt về thông tin - khoa giáo - giải trí, lên sóng từ ngày 1/6/2008.
Từ ngày 1/4/2013 đến ngày 30/6/2021, kênh được liên kết với Công ty cổ phần Truyền thông Sao Thế giới (World Star Group) và mang tên thương hiệu là Home TV. Nhưng vào ngày hôm sau (ngày 1/7/2021), kênh Home TV đã chính thức ngừng phát sóng trên kênh BPTV2 và Công ty cổ phần truyền thông Sao Thế giới cũng đã ngừng hợp tác để trả về cho Đài Phát thanh – Truyền hình và Báo Bình Phước, sau đó thì kênh đã phát sóng theo tiêu chuẩn HD.
Từ ngày 15/12/2013, kênh được phát sóng trên hệ thống của VTVcab, nhưng từ ngày 1/8/2017, kênh đã ngừng phát sóng trên hệ thống này.
Từ 0h00 ngày 1/1/2014, kênh tạm ngừng phát sóng trên hệ thống của HCA TV, nhưng từ 0h00 ngày 1/8/2015, kênh phát sóng trở lại trên hệ thống này.
Từ ngày 8/5/2024, kênh được phát sóng trên hệ thống của K+.
Thời lượng phát sóng trên BPTV2:
- 1/6/2008 - 31/12/2015: 5h30 - 24h00 hàng ngày (18h30/24h).
- 1/1/2016 - 23/11/2024 và 25/11/2024 - 30/06/2025: 5h00 - 24h00 hàng ngày, riêng Giải vô địch bóng đá thế giới 2022 và Thế vận hội Mùa hè 2024 thì kênh này phát sóng từ 5h00 - 4h00 hoặc 5h00 - 4h30 ngày hôm sau có nghỉ sóng.
- 24/11/2024: 3h00 - 24h00 (để phát sóng sự kiện đặc biệt giải Bình Phước marathon - Trường Tươi Group lần thứ 2 năm 2024).

Hạ tầng phát sóng:
- SCTV: Kênh 99
- HTVC: Kênh 21
- FPT Play: Kênh 124
- DVB-T2: Kênh 26 UHF
- Truyền hình OTT: VieON, HTVC TVoD, BPTV Go

#### FM 89,4 MHz
Kênh Phát thanh Bình Phước phát sóng liên tục từ 5h đến 24h. Máy phát FM 10 Kw phủ sóng tại Bình Phước và một phần các tỉnh thành vùng Đông Nam Bộ và một phần các tỉnh Đắk Nông, Lâm Đồng và Long An. Từ 7/7/2020, kênh chính thức phát sóng trên vệ tinh Vinasat-1.

### Các kênh trước đây

#### BPTV3
Kênh BPTV3 chính thức lên sóng từ ngày 1/6/2005 và ngừng phát sóng từ trước năm 2008, sau đó được chuyển về cho kênh BPTV1, Kênh này được phát sóng trên kênh 12 VHF, chủ yếu chỉ tiếp sóng các kênh HTV7 và VTV6.
Từ ngày 1/1/2017, kênh lên sóng trở lại với vai trò là kênh thiếu nhi tổng hợp và hợp tác với Công ty Cổ phần Nghe nhìn Toàn cầu (AVG) để ra mắt kênh ANT.
Từ 0h00 ngày 1/7/2022, kênh BPTV3 - ANT đã chính thức ngừng phát sóng do lỗi kĩ thuật, điều này đồng nghĩa với việc đây là kênh cuối cùng của AVG khi đã ngừng phát sóng.
Từ ngày 9/8/2022, theo Quyết định số 1489/QĐ-BTTTT của Bộ Thông tin và Truyền thông, Đài Phát thanh – Truyền hình và Báo Bình Phước chính thức dừng cung kênh BPTV3 - ANT, dù kênh này đã ngừng phát sóng trước đó 1 tháng khi đã chính thức ngừng phát sóng vì lý do kỹ thuật và do khó khăn về cơ sở vật chất bên BPTV, điều này đồng nghĩa với việc kênh đã ngừng phát sóng trên các hạ tầng AVG, NetHub, FPT Play, Viettel TV, Clip TV, VTC, VTVcab và cả IPTV.
Thời lượng phát sóng trên BPTV3:
- 1/6/2005 - 22/9/2008: 17h00 - 23h00.
- 1/1/2017 - 30/6/2022: 6h00 - 24h00.
- 20/3/2018 - 22/3/2018: Tắt sóng quốc tang Phan Văn Khải.
- 26/9/2018 - 27/9/2018: Tắt sóng quốc tang Trần Đại Quang.
- 6/10/2018 - 7/10/2018: Tắt sóng quốc tang Đỗ Mười.
- 3/5/2019 - 4/5/2019: Tắt sóng quốc tang Lê Đức Anh.
- 14/8/2020 - 15/8/2020: Tắt sóng quốc tang Lê Khả Phiêu.

#### BPTV4
BPTV4 là kênh truyền hình thứ 4 và cũng là kênh truyền hình tiếp sóng kênh VTV2 trên kênh 23 UHF, được phát sóng kể từ ngày 1/6/2005 cho đến khi ngừng phát sóng từ trước năm 2008.

#### BPTV5
BPTV5 là phát sóng kênh truyền hình thứ 5 và cũng là kênh truyền hình tiếp sóng kênh VTV3 trên kênh 35 UHF, được phát sóng kể từ ngày 1/6/2005 cho đến khi ngừng phát sóng từ trước năm 2008.

#### BPTV6
BPTV6 là kênh phát sóng truyền hình thứ 6 trong thời gian phát sóng từ ngày 1/6/2005 đến khi ngừng phát sóng vào ngày 31/5/2008 để chuyển về cho kênh BPTV2.

## Nhạc hiệu và lời xướng
Đầu buổi phát sóng mỗi ngày và các chương trình thời sự trên các kênh phát thanh của Đài đều có phát một đoạn nhạc không lời gọi là "nhạc hiệu" của Đài cùng một câu giới thiệu tên gọi và vị trí của Đài được gọi là "lời xướng" do các phát thanh viên gồm một nữ lần lượt đọc. Nhạc hiệu của Đài là bài "Mỗi bước Ta đi" của nhạc sỹ Thuận Yến, được dùng từ khi thành lập Đài cho đến nay.
Đài hiệu từ năm 1997 - 2025:
| “ | Đây là Phát thanh tỉnh Bình Phước, phát trên sóng FM, tần số 89,4 Mhz. | ” |

## Giải thưởng
- Huân chương Lao động hạng III.
- Huân chương Lao động hạng II.
- Huân chương Lao động hạng I.
- Cờ thi đua xuất sắc của Tổng Liên đoàn Lao động Việt Nam.
- Cờ thi đua xuất sắc của Đài Tiếng nói Việt Nam.
- Cờ thi đua xuất sắc của Liên đoàn Lao động tỉnh Bình Phước.
- Cờ thi đua xuất sắc của Trung ương Đoàn Thanh niên Cộng sản Hồ Chí Minh.
- Bằng khen của Ủy ban nhân dân tỉnh Bình Phước.
- Bằng khen của Đài Truyền hình Việt Nam.